# Natalija Golob
Natalija Golob slovenska nogometašica, * 18. december 1986.
Leta 2008 je bila najuspešnejša strelka slovenskega ženke nogometne lige.
Leta 2007 je bila vpoklicana v Slovensko žensko nogometno reprezentanco.